# M.I.A.M.I.
Albums de Pitbull
Money Is Still a Major Issue
(2005)
Singles
1. Culo
Sortie : 6 avril 2004
2. That's Nasty
Sortie : 27 janvier 2004
3. Back Up
Sortie : 22 juin 2004
4. Toma
Sortie : 1er mars 2005
5. Dammit Man
Sortie : 9 mai 2005

M.I.A.M.I. est le premier album studio de Pitbull,  sorti le 24 août 2004.
L'album s'est classé 1er au Top Independent Albums, 7e au Top R&B/Hip-Hop Albums et 14e au Billboard 200 et a été certifié disque d'or par la Recording Industry Association of America (RIAA) le 8 avril 2005.

## Liste des titres
| No  | Titre                                             | Contient un (des) sample(s) de                                    | Durée |
| --- | ------------------------------------------------- | ----------------------------------------------------------------- | ----- |
| 1.  | 305 Anthem (featuring Lil Jon)                    |                                                                   | 4:13  |
| 2.  | Culo (featuring Lil Jon)                          | Pull Up de Mr. Vegas                                              | 3:39  |
| 3.  | She's Freaky                                      |                                                                   | 3:20  |
| 4.  | Shake It Up (featuring Oobie)                     |                                                                   | 3:14  |
| 5.  | Toma (featuring Lil Jon)                          |                                                                   | 3:33  |
| 6.  | I Wonder (featuring Oobie)                        | I Wonder if I Take You Home de Lisa Lisa & Cult Jam et Full Force | 3:51  |
| 7.  | Get on the Floor (featuring Oobie)                |                                                                   | 3:05  |
| 8.  | Dirty (featuring Bun B)                           |                                                                   | 4:36  |
| 9.  | Dammit Man (featuring Piccallo)                   |                                                                   | 4:01  |
| 10. | We Don't Care Bout Ya (featuring Cubo)            |                                                                   | 5:06  |
| 11. | That's Nasty (featuring Lil Jon et Fat Joe)       |                                                                   | 4:12  |
| 12. | Back Up                                           |                                                                   | 3:38  |
| 13. | Melting Pot (featuring Trick Daddy)               |                                                                   | 3:57  |
| 14. | Hustler's Withdrawal                              |                                                                   | 4:09  |
| 15. | Hurry Up and Wait                                 |                                                                   | 3:34  |
| 16. | Culo (Miami Mix) (featuring Mr. Vegas et Lil Jon) |                                                                   | 4:09  |